# Zločini četnika u Drugom svjetskom ratu
Zločini četnika u Drugom svjetskom ratu označavaju brojne ratne zločine koje su tijekom Drugog svjetskog rata četnici počinili prema Hrvatima, Bošnjacima i drugim narodima. Ravnogorska ideologija zasnovana je na ideološkoj i etničkoj isključivosti. U cjelokupnoj aktivnosti četnika, zločini ne predstavljaju pojedine slučajeve nego organizirane, ili zločine koje je rukovodstavo odobravalo.
Tada su izvršeni zločini genocida nad Hrvatima i Muslimanima u Bosni i Hercegovini. Međutim, sve do potkraj 80-tih godina, četnički zločini su bili jedna od tzv. tabu tema, o kojoj se jednostavno nije smjelo u bivšoj SR Jugoslaviji znanstveno istraživati i pisati. Zato su ti zločini četnika jednostavno prešućivani ili tek usput deklarativno spominjani, bez konkretnih podataka pa i brojčanih pokazatelja. Tek s demokratskim promjenama od g. 1989. počelo se i u zemlji pisati o genocidu nad Hrvatima i Muslimanima te o stvarnim ljudskim gubicima na području bivše Jugoslavije u ratu 1941. – 1945.
Neposredno nakon proglašenja NDH četnici čine i prva masovnija ubojstva hrvatskog i muslimanskog pučanstva u nekim područjima NDH. Tako su npr. četnički odjeli, koji su se nalazili u redovitoj vojsci Kraljevine Jugoslavije i bili namijenjeni za “specijalne akcije”, ili pojedini zapovjednici četnici u vojsci pri povlačenju, ubili su kraj Dervente od 11. do 13. travnja 1941. 17 civila Hrvata, od kojih je i 5 žena (nakon čega se četnički bataljun preko Doboja prebacio u Sarajevo gdje je razoružan od njemačke vojske, a četnici upućeni u zarobljeništvo u Njemačku) a na području Čapljine od 13. do 15. travnja ubili su 20 Hrvata i 5 Muslimana i zapalili 40 kuća te kraj Mostara 15. IV. ubili 5 civila Hrvata, od kojih 1 žena, i zapalili sela Cim i Ilići, nastanjena Hrvatima, a takvih ubojstava bilo je u još nekim mjestima, kao početak i nagovještaj onoga što će ubrzo uslijediti.

Ministarvstvo vanjskih poslova NDH u svom Unutrašnjopolitičkom pregledu br. 11 od 11. rujna 1944. od odjeljku “Četnici protiv NDH” navelo da su do tada”četnici razorili oko 30.000 hrvatskih domova i poubijali najmanje oko 150.000 hrvatskog pučanstva”. Najnovija demografska istraživanja daju mogući stvarni gubitak Hrvata od oko 200.000 a Muslimana oko 100.000 na području NDH, tj. onih koji su ubijeni. Prema V. Žerjaviću, od toga na moguće četničke žrtve genocida otpada 32.000 ubijenih Hrvata (u Hrvatskoj 20.000 a u BiH 12.000) i 33.000 ubijenih Muslimana. Mnogima se ova Žerjavićeva brojka čini premalena

## Kronologija
(popis nepotpun)

### 1941.
- pokolj u Bosanskom Grahovu 27. srpnja 1941.
- pokolj kod Drvara 27. srpnja 1941.
- pogrom u Krnjeuši 9. i 10. kolovoza 1941.
- pokolj katoličkih redovnica u Podrinju

### 1942.
- pokolj u Zabiokovlju 29. kolovoza 1942.
- pokolj u Gatima 1. listopada 1942.

### 1943.
- pokolj u Lovreću 22. srpnja 1943.

## Suđenja
Vođu četnika Dragoljuba Mihailovića 13. ožujka 1946. uhitili su agenti OZNE. Osuđen je na smrt strijeljanjem 15. lipnja i ubrzo pogubljen. U Srbiji je rehabilitiran 2015. godine.

## Dokumenti
- (srp.) Izvješće Pavle Đurišića načelniku stožera Vrhovnog zapovjedništva od 13. veljače 1943. (Srpski Wikisource)

## Vanjske poveznice
- Četnički zločini u NDH
- Četnički zločini genocida nad Hrvatima i Muslimanima u BiH i Hrvatskoj tijekom rata (1941. – 1945.)[neaktivna poveznica]